# 交流/交流轉換器
交流/交流轉換器是將交流的電氣波形轉換為另一種交流電氣波形的設備，其電壓和頻率均可任意調整。像變頻器、循环换流器及矩陣轉換器都是交流/交流轉換器。

## 分類

三相交流/交流轉換器的分類

交流/交流轉換器可以依以下的方式分類：
- 間接交流/交流轉換器，也稱為交流/直流/交流轉換器，或是變頻器，也就是有整流器、直流鏈及逆變器的轉換器[1]
- 循环换流器（英语：Cycloconverter）
- 複合矩陣轉換器
- 矩陣轉換器

## 有直流鏈的轉換器
有直流鏈的轉換器有二種：

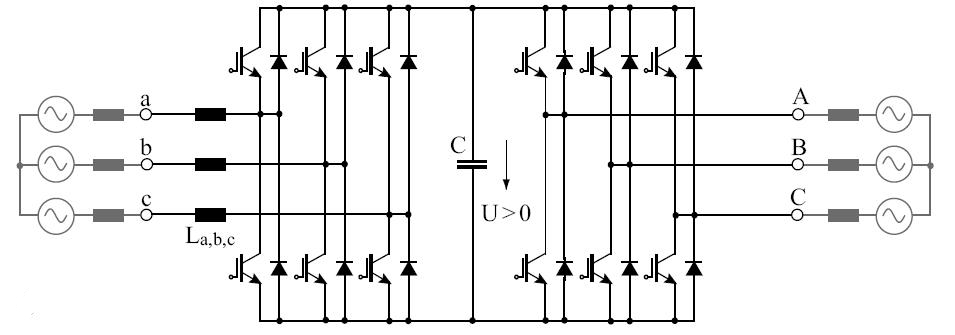
（回昇式）的電壓源變頻器

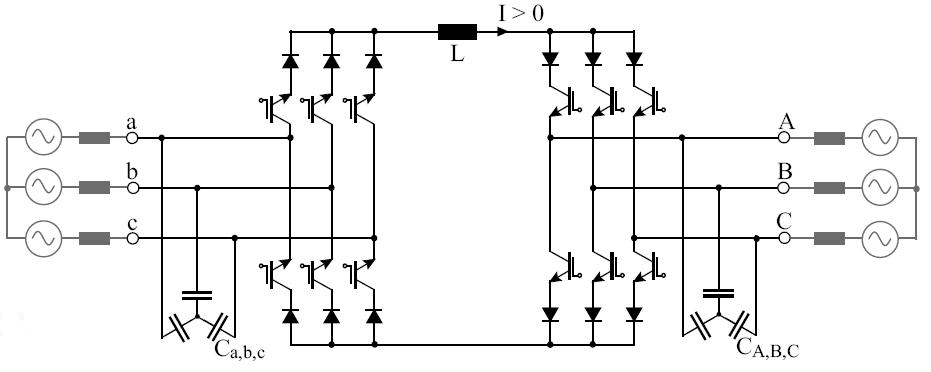
電流源變頻器

- 電壓源變頻器（VSI）：其整流器由二極體電橋組成，直流鏈則為並接的電容器。
- 電流源變頻器（CSI）：其整流器由相控的切換元件，直流鏈則為一個或二個串接的電感器，連結整流器和逆變器。

若馬達需要動態剎車，可以用剎車斬波器及電阻器並聯在整流器上來達成。另一種剎車方式是在整流器上反向並聯閘流體，使能量可以回到交流電源端。不過這種相控閘流體為基礎的整流器，在輕載時對電源電壓的歧變比二極體整流器要大，功率因素也比較小。
若交流/交流轉換器希望有近似弦波的輸入電流，以及雙向的功率流動，可以用脈衝寬度調變（PWM）的整流器、PWM的逆變器配合直流鏈達到。直流鏈的大小以逆變器和整流器之間共同的能量儲存元件來表示，在電壓源變頻器中為電容，在電流源變頻器中為電感。PWM整流器控制輸入電流為弦波，可能和交流電源的電壓同相，若是能量回饋到電源端，電流會和電壓反相。
因為直流鏈的儲存元件，整流器和逆變器有相當程度的解耦，有在控制上的好處。不過直流鏈的儲存元件其體積較大，若在電壓源變頻器中使用電解電容器，也潛在的降低了系統的壽命。

## 循环换流器
循环换流器利用切換元件將輸入波形切換後，產生變頻率，近似弦波的輸出電壓，沒有中間的直流鏈儲存元件。切換元件可能是SCR，不過其輸出頻率需要比輸入電壓的頻率要低。大型的循环换流器（功率約到10 MW）是為壓縮機及風洞機所設計，或是像水泥窯爐之類的變速應用。

## 矩陣轉換器

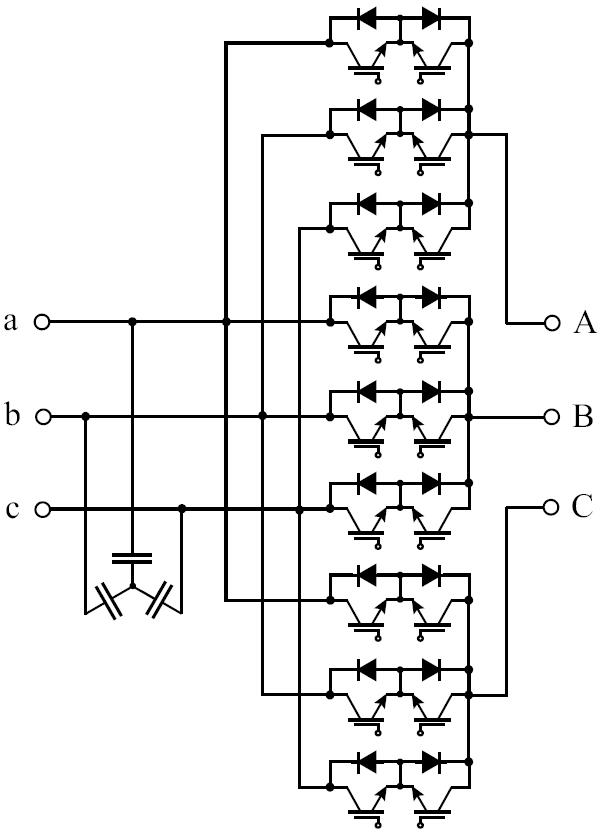
傳統的矩陣轉換器

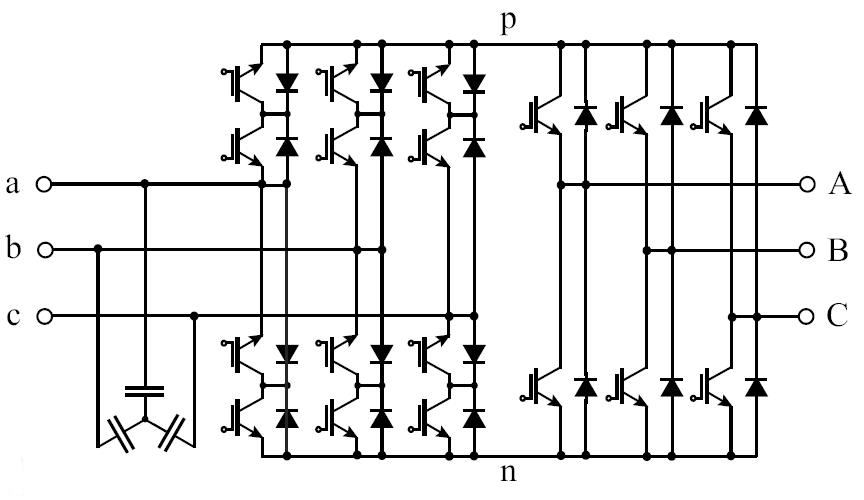
間接型的矩陣轉換器

為了提高功率密度及可靠性，一種可行的作法是考慮矩陣式的架構，將三相輸入和三個輸出用九個雙向的功率晶體來進行切換，每一相輸入都有三個功率晶體連接到三相的輸出，這就是直接型的矩陣轉換器，沒有中介的能量轉換元件，電壓及電流的轉換都在一級的轉換器中完成。
有另外一種間接型的能量轉換方式，可以用間接型的矩陣轉換器，或是由苏黎世联邦理工学院的Johann W. Kolar 教授發明的稀疏矩阵变换器來達成。就像電壓源及電流源的變頻器一樣，會分為幾階來處理電壓及電流的轉換，但直流鏈沒有中介的儲能元件。一般來說，使用矩陣轉換器後，可以減小直流鏈的儲能元件，或是甚至不用，不過會使用很多的功率晶體。矩陣轉換器常視為未來變頻技術的概念之一，不過數十年來的密集研究，在工業上的使用並不多。不過因為近來已可獲得低成本、高效能的半導體，過去幾年已有少數變頻器廠商在提倡矩陣轉換器。